# Edward Silva
Edward Silva (* 31. August 1975) ist ein uruguayischer Gewichtheber.

## Karriere
Edward Silva gewann bei den Südamerikaspielen 1994 in Valencia zwei Bronzemedaillen im Stoßen und im Zweikampf. Er nahm mit der uruguayischen Mannschaft an den Panamerikanischen Spielen 1995 in Mar del Plata teil. Auch im Folgejahr war Silva Teil des uruguayischen Aufgebots bei den Olympischen Sommerspielen 1996 in Atlanta. Dort belegte er im Mittelgewicht Rang 19. 1998 trat er ebenso bei den Südamerikaspielen an, wie vier Jahre später bei den Südamerikaspielen 2002. Bei den letztgenannten Spielen in Brasilien gewann er jeweils die Bronzemedaille im Reißen, im Stoßen und im Zweikampf. Ebenfalls repräsentierte er die uruguayischen Gewichtheber bei den Panamerikanischen Spielen 1999, 2003 und 2007. 2001 gewann der für den Mannschaftsmeister jenes Jahres Gimnasio Uruguayo de Musculación y Halterofilia (GUMHA) startende Silva auch in der Einzelwertung die uruguayische Meisterschaft in der Klasse bis 77 kg. 2002 wurde er dann Uruguayischer Meister in der Klasse bis 85 kg.